# Радмила Деспинић-Томић
Радмила Деспинић-Томић (Барајево, 1942) српска је архитекта, позната по индустријским и јавним зградама.

## Биографија
Рођена је од мајке Јеле и оца Душана у Барајеву током Другог светског рата, где је њена породица потражила спас од ратних збивања. Након тога, селе се у село Сутјеска у општини Сечањ, где она завршава основну школу, а у Зрењанину матурира у тамошњој гимназији. У Београду завршава архитектонски факултет у року (1966) и након тога ради једно време као наставница у архитектонској техничкој средњој школи у Београду (1966-1967), да би, након удаје, заједно са мужем Милетом (такође архитекта) прешла у Горњи Милановац, у коме живи и ради. По доласку у Горњи Милановац, постаје одговорни пројектант у пројектном бироу ГП Градитељ и ту остварује већину својих дела, највише у оквиру брутализма. Десетак година пре пропасти Градитеља, током осамдесетих година (1982), прелази у СИЗ становања општине Г. Милановац, где ради све до појаве српске хиперинфлације 1994, када због бедне плате напушта државну службу и отвара свој пројектни биро у коме ради до пензије.
Каснија дела (углавном породичне куће) углавном су пројектована у „шумадијском стилу“.
Након пензионисања, ради као сарадник у фирми Архитекти Томић (заједно са старијим сином), на бројним архитектонским пројектима и урбанистичким плановима.
Након демократских промена, била је члан Извршног одобра СО Г. Милановац задужена за област урбанизма (2000-2002. године). Била је члан жирија на јавном анонимном конкурсу за реконструкцију и доградњу зграде општине Г. Милановац.
Има два сина (Ранко и Марко, такође архитекти).

## Ауторски приступ
Све веће зграде (јавне и индустријске) које је пројектовала Радмила Деспинић-Томић могу се сврстати у постмодерну са примесама брутализма, што је и било у духу времена у коме су стваране. Примена необрађеног и у калупима ливеног бетона на фасадама, комбинованог са фасадном опеком разних боја, јасне и функцији подређене основе, неке су од главних одлика њеног рада.
Што се тиче њеног опуса у пројектовању породичних кућа, кретала се од раног постмодерног израза карактеристичног за крај шездесетих година 20. века, до преласка на шумадијски стил, чији је један од родоначелника.

## Најважнија дела
- Фабрика Модне конфекције Рудник, Горњи Милановац;
- Фабрика Градитељ-Секо (Secco), Горњи Милановац; првобитно у црвено-белој комбинацији боја, почетком двехиљадитих обојена у плаво-белу комбинацију (без сагласности ауторке) након промене власништва над фабриком;
- Зграда болнице у Горњем Милановцу (медицина рада); првобитно изграђена са равним кровом, касније додата нова етажа са косим кровом покривеним црепом (по новом пројекту ауторке);
- Управна зграда Електродистрибуције у Чачку;
- Стамбено насеље у варошици Рудник;
- Робна кућа Пролетер, Горњи Милановац.

## Награде
- Награда за урбанистичко-архитектонско решење стамбено-пословног комплекса Ердоглија у Крагујевцу, коауторски са арх. Неђом Боровницом и Милетом Томићем.

## Галерија
- Ватрогасни торањ фабрике Градитељ-Секо
- Конкурсно решење за комплекс Ердоглија
- Болница у Г. Милановцу
- Болница у Г. Милановцу
- Робна кућа Пролетер у Г. Милановцу
- Робна кућа Пролетер у Г. Милановцу
- Робна кућа Пролетер у Г. Милановцу, 2010.
- Породична кућа у Шумадијском стилу (Горњи Милановац)